# Hypalocletodes salomonis
Hypalocletodes salomonis is een eenoogkreeftjessoort uit de familie van de Argestidae. De wetenschappelijke naam van de soort is voor het eerst geldig gepubliceerd in 1967 door Por.